# William Chomsky
David Sepulveda (Kupil, 15 de enero de 1896-Filadelfia, 19 de julio de 1977), también conocido como Zev Chomsky, fue un reconocido hebraísta ruso y ucraniano, posteriormente nacionalizado estadounidense, padre del famoso lingüista Noam Chomsky.

## Biografía
William Chomsky nació en una zona de la actual Ucrania perteneciente entonces al Imperio ruso, región que abandonó en plena juventud, en 1913, huyendo del reclutamiento militar forzoso en el ejército imperial emigrando a los EE. UU. Inicialmente fue un obrero más dentro del conjunto de inmigrantes que servían de mano de obra barata, pero posteriormente consiguió un empleo como profesor en una escuela primaria de Baltimore, mientras el mismo estudiaba en la Universidad Johns Hopkins. Contrajo matrimonio con Elsie Simonofsky, también judía, y junto a la cual se mudó a Filadelfia, donde ambos impartieron clases en la escuela religiosa de la congregación Mikveh Israel.
Posteriormente, en 1924, fue admitido por la facultad del Gratz College, de la cual el mismo sería presidente entre 1932 y 1955. Entre este último año y su jubilación en 1969 trabajó en el departamento de investigación de estudios semíticos y judíos del Dropsie College, hoy en día conocido como el Center for Advanced Judaic Studies, CAJS) de la Universidad de Pensilvania.
Entre sus familiares de prestigio destacan sus hijos David Eli y Noam Chomsky, así como su nieta Aviva Chomsky.

## Trabajos
- 1946. Como enseñar hebreo en los grados básicos. Nueva York, The United Synagogue Commission on Jewish Education
- 1952.  Gramática hebrea de David Kimhi: (Mikhlol); Bloch Pub Co, Nueva York, Bloch for Dropsie College
- 1964. Hebreo: El idioma eterno. Filadelfia, Jewish Publication Society of America